# Чжэн Чэнгун
Чжэн Чэнгун (кит. трад. 鄭成功, упр. 郑成功, пиньинь Zhèng Chénggōng; в письменности пэвэдзи: Tēⁿ Sêng-kong; Тэй Сэйко: (яп. 鄭成功)), более известный в европейских источниках как Коксинга (кит. трад. 國姓爺, упр. 国姓爷, пиньинь Guóxìngyé, палл. Госинъе; пэвэдзи Kok-sèng-iâ/Kok-sìⁿ-iâ «Господин с императорской фамилией») (27 августа 1624 — 23 июня 1662), — китайский пират, который руководил освободительной борьбой против маньчжурских завоевателей на юго-востоке Китая и изгнал голландских колонизаторов с Формозы (Тайваня). Его потомки правили Формозским королевством до 1683 года.
Коксинга родился в Японии от японской матери и китайского отца, который пиратствовал в Тайваньском проливе. До семи лет он жил с матерью в Японии, затем переехал в Фуцзянь к отцу, получившему место в морском ведомстве минского Китая. С 1644 г. обучался по традиционной конфуцианской программе в Нанкинской академии.

## Война с маньчжурами
Взятие маньчжурами Нанкина (1645) вынудило Чжэна последовать за отцом на побережье Тайваньского пролива, где верные им пираты стали военной опорой минского наследника в борьбе с наступлением маньчжуров на южный Китай. Как только войска маньчжурской империи Цин вторглись в Фуцзянь, отец Чжэна вступил с ними с сговор. В обмен на синекуру в новой администрации минский наследник был выдан властям и предан казни. Чжэн же отказался последовать за отцом и поклялся сохранять верность Минской империи.
Несмотря на заманчивые предложения со стороны новых властей и постоянные увещевания отца, молодой Чжэн с помощью пиратов укрепил свою власть на Фуцзяньском побережье. Формально он подчинялся последнему минскому «императору», Чжу Юлану, который продолжал сопротивление цинским армиям на юго-западе страны. Накопив достаточно сил, Чжэн в 1654 г. неожиданно вошёл со своей флотилией и 100 тыс. приверженцев в дельту реки Янцзы и, воспользовавшись занятостью цинской армии на южном направлении, доплыл до самого Нанкина.
Хотя ряд ошибок в планировании операции заставил его отступить в Сямэнь (ставший его столицей), Чжэн оставался неуязвимым на море. Чтобы лишить его поддержки, цинское правительство, завершив разгром минских повстанцев на юго-западе, приступило к насильственному переселению жителей побережья вглубь страны (см. запрет морской торговли). В этих условиях Чжэну был необходим безопасный тыл. Таким тылом должен был стать занятый голландскими колонистами остров Формоза (Тайвань).

## Война с голландцами

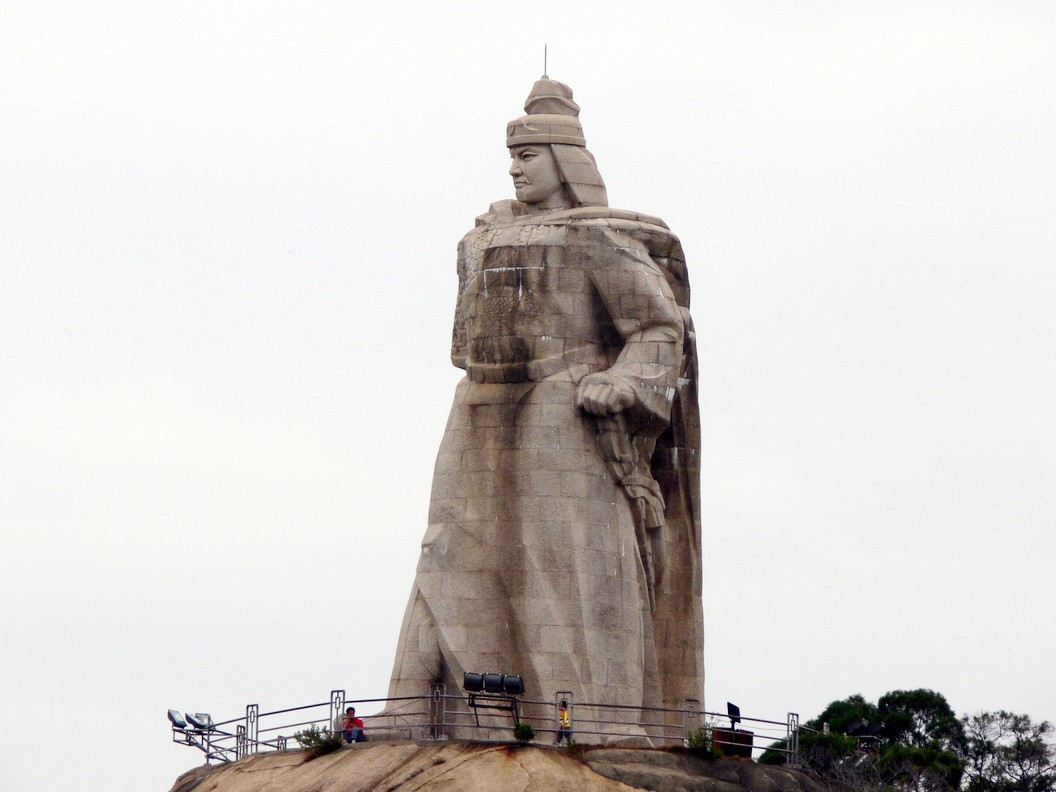
Статуя Чжэн Чэнгуна на острове Гуланъюй, Сямэнь.

В апреле 1661 г. Коксинга (как называли его голландцы) высадился на Голландской Формозе неподалёку от современного Тайнаня с 25 тыс. своих людей. Голландский форт Зеландия был окружён и после девятимесячной осады взят измором. Отпустив командовавшего обороной шведа Фредерика Койета и прочих защитников с миром, Коксинга перенёс в Тайнань свой штаб.

## Правитель Тайваня
Чжэн Чэнгун фактически стал независимым правителем, хотя номинально признавал последнего минского императора Юнли (Чжу Юлана), продолжавшего борьбу на материке.
Беженцы из Фуцзяня и приверженцы Коксинги стали заселять остров. У находившегося в расцвете сил полководца зрел план завоевания Филиппин, однако неожиданная вспышка малярии перечеркнула эти планы. Он умер в порыве гнева на своих подчинённых за отказ предать смерти его старшего сына, Чжэн Цзина, которого он уличил в связи с кормилицей младшего сына (что по конфуцианскому моральному кодексу почиталось за инцест).
Чжэн Цзин, вопреки воле отца, унаследовал трон и сумел удерживать в своих руках Тайвань на протяжении ещё 20 лет, хотя Пескадорские острова и владения на континенте ему пришлось уступить цинскому режиму. Через два года после его смерти, в 1683 г., цинский флот под командой Ши Лана высадился на Тайване и завоевал остров.

## Репутация

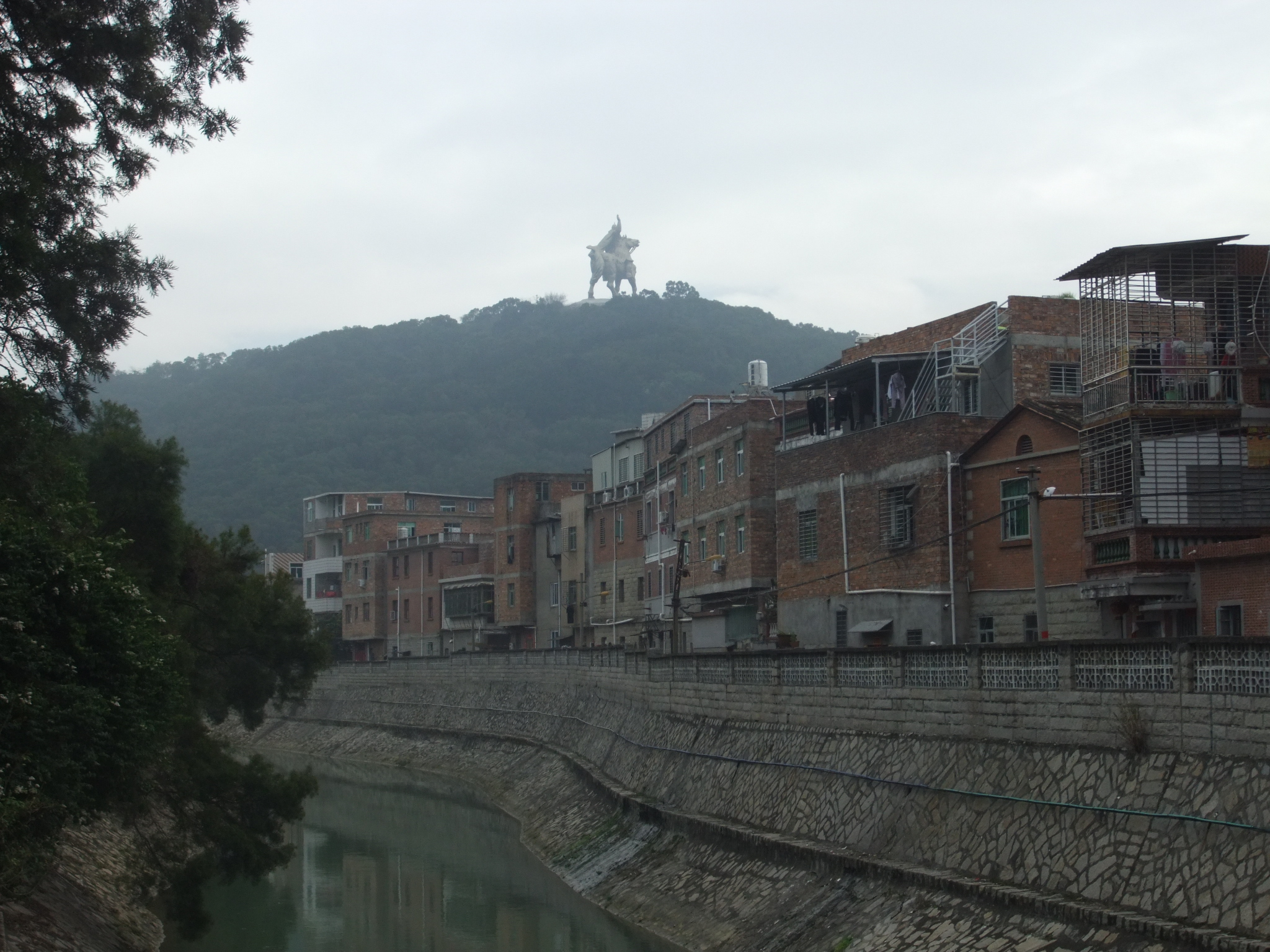
Конная статуя Чжэн Чэнгуна на холме над Цюаньчжоу

Посмертная слава Коксинги позволила ему стать национальным героем Китая. Его переправа с континента на Тайвань позволяет гоминьдановскому руководству острова считать его историческим предшественником Чан Кайши. В КНР его чтут как борца с иноземными угнетателями и колонизаторами. Даже цинское правительство, признав его непоколебимую верность присяге, в 1875 г. учредило на Тайване святилище в его честь. Величайший из японских драматургов, Тикамацу Мондзаэмон («японский Шекспир»), написал в 1715 г. пьесу на сюжет биографии Коксинги.